# Résistance intérieure au nazisme

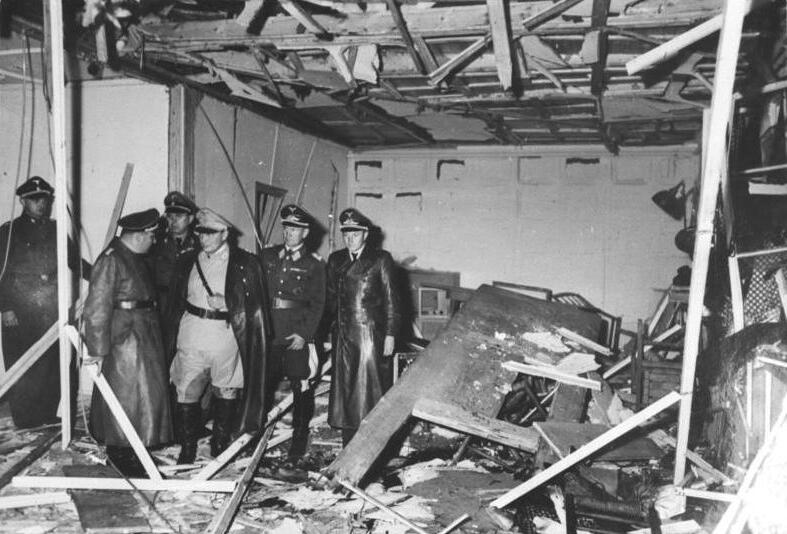
Hermann Göring, Martin Bormann et Bruno Loerzer dans les décombres de la salle de conférence de la Wolfsschanze, à la suite de l'attentat du 20 juillet 1944 contre Hitler.

La résistance intérieure au nazisme (1933-1945), longtemps méconnue hors d'Allemagne, s'est manifestée sous diverses formes, en provenance de tous les milieux politiques, sociaux et confessionnels, quoique les communistes aient organisé les groupes de résistance actifs les plus importants.
On distingue plusieurs formes de résistance au nazisme à l'intérieur de l'Allemagne même et des territoires annexés. Ses éléments les plus connus, bien que d'importance numérique très différentes, sont l'organisation communiste Orchestre rouge, le groupe d'étudiants chrétiens de La Rose blanche à Munich, ou le regroupement très informel des groupes de la Rose blanche de Hambourg, et la résistance militaire.

## Un phénomène important
Les statistiques de l'appareil répressif nazi, en particulier de la Gestapo et des divers tribunaux, donnent une idée de l'ampleur de la résistance allemande au nazisme :
- De 1933 à 1939, 225 000 personnes sont condamnées pour motifs politiques à des peines de prison plus ou moins longues et 1 000 000 d'Allemands et d'Allemandes sont envoyés dans les camps de concentration pour les mêmes raisons[W 1].
- Pour la seule année 1933, le journaliste Curt Bley compte 100 000 personnes ayant exercé une activité antinazie réelle[W 2].
- Au cours de l'année 1941, 11 405 opposants de gauche sont arrêtés par la Gestapo[W 3].
- En 1944, environ 500 000 personnes sont arrêtées, dont une forte proportion d'étrangers[W 4].
- Pour la seule période allant du 30 janvier 1933 au printemps 1936, 1 359 personnes sont assassinées par des agents du régime nazi[W 5].
- Vers 1935-1936, la Gestapo estime qu'il existe 5 708 centres clandestins diffusant des tracts, affiches et brochures[W 6].
- En 1936, elle saisit 1 643 200 tracts du Parti socialiste (SPD) et du Parti communiste (KPD), et encore 927 430 l'année suivante[W 2].

Cependant, jamais la résistance allemande n'a pu avoir un impact suffisant pour déstabiliser à elle seule le régime nazi.

## Résistance social-démocrate (SPD)
La chasse aux sociaux-démocrates dès le début du régime nazi a d'emblée réduit la résistance sociale-démocrate qui mettra donc du temps à s'affirmer. La répression s'abat dès le début du régime. En juin 1933, pendant la semaine sanglante de Köpenick, les SA arrêtent plus de 500 militants socialistes et communistes dans ce quartier ouvrier de Berlin ; beaucoup sont torturés ou tués. En 1936, 1 687 militants sociaux-démocrates sont arrêtés, et 8 058 en 1937. Plusieurs milliers de procès sont intentés pendant toute la période nazie, et sont souvent collectifs, comme celui de l'organisation Spengemann, en octobre 1938, où comparaissent 240 accusés Soixante-deux députés SPD sont assassinés, cinquante-quatre partent en exil. Parmi les mouvements de résistance sociale-démocrate, on peut citer la Direction du SPD, exilée à Prague (Sopade), qui publie le 8 janvier 1934 le Manifeste de lutte du socialisme révolutionnaire ; des groupes de jeunesses socialistes (à Francfort par exemple) ; une revue clandestine de jeunes socialistes : Blick in die Zeit (de) ; le groupe éphémère Roter Stoßtrupp (de) (novembre 1933 ; Rudolf Küstermeier (de) et Karl Zinn (de) ; le groupe Neu Beginnen, créé dès 1929, qui se rapproche du Volksfront, alliance éphémère de communistes et de sociaux-démocrates en novembre 1935, ils ont un programme commun en 1938 (Deutsche Freiheit), et sont démantelés par la police de 1938 à 1944 ; enfin, les sociaux-démocrates participants à la tentative de putsch du 20 juillet 1944 : Julius Leber, Theodor Haubach, Carlo Mierendorff et Adolf Reichwein.

### Résistance socialiste indépendante du SPD
Le parti SAP (Sozialistische Arbeiterpartei) (créé en 1931) compte parmi ses membres Fritz Bauer et Willy Brandt. Relié à l'étranger (direction en exil à Paris), il diffusait clandestinement le journal Das Banner der revolutionären Einheit. Le parti Internationaler Sozialistischer Kampfbund (ISK), fondé par Leonard Nelson, disposait d'une antenne à Paris dirigée par Willi Eichler de 1933 à 1940, puis à Londres (informations à la BBC en direction de l'Allemagne).

## Résistance communiste (KPD)
Les communistes sont une cible prioritaire de la répression nazie. Ainsi, cinquante-sept députés du KPD sont assassinés, vingt prennent le chemin de l'exil pour échapper à ce sort. Pour autant, la résistance communiste est importante, puisque 70 % des tracts et brochures saisis par la Gestapo en 1937 sont imprimés par des militants communistes.
L'entrée en guerre contre l'URSS en juin 1941 va relancer la résistance communiste, réanimée par des agents soviétiques (surtout des Allemands exilés).

### L'Orchestre rouge
En 1942, deux groupes communistes séparés se créent, connus sous le nom commun de Rote Kapelle (Orchestre rouge) qui reste le nom le plus connu de la résistance communiste contre le nazisme. Le premier Orchestre rouge était un réseau d'espionnage basé à Berlin et coordonné par Leopold Trepper (agent du NKVD envoyé en Allemagne en octobre 1941). Ce groupe agit en France en coordination avec le PCF clandestin. Ils purent écouter les lignes téléphoniques de l'Abwehr à Paris. Trepper fut arrêté et le groupe éclata au printemps 1943. Le second et principal Orchestre rouge était un groupe de résistance d'origine allemande, non contrôlé par le NKVD, et d'obédience communiste (mais tous n'étaient pas communistes).
Parmi ses militants, on peut citer Harro Schulze-Boysen, officier de renseignement au ministère de l'Air du Reich, communiste ; Arvid Harnack, haut fonctionnaire au ministère de l'Économie, communiste ; Adam Kuckhoff, producteur de théâtre ; Libertas Schulze-Boysen, journaliste ; Günther Weisenborn, auteur ; John Graudenz, journaliste ; Helmut Roloff (en), pianiste.
Ce groupe collectait des informations sur les crimes nazis et distribuait des tracts antinazis. À partir de la fin de l'année 1941, l'organisation Harnack/Schulze-Boysen coopéra avec les bureaux des renseignements soviétiques de Paris et Bruxelles. Il transmettait aussi des informations à l'étranger à travers l'ambassade américaine et indirectement à l'URSS. Le groupe a été arrêté par la Gestapo en août 1942.

### Résistance communiste issue du KPD
Les groupes les plus connus sont les suivants :
L'Aide Rouge (Die Rote Hilfe), organisation communiste fondée en 1924 par le KPD, soutient les persécutés du régime national-socialiste. Cette organisation est interdite en 1933 et dissoute en 1936 par les nazis.
Le groupe de Wilhelm Knöchel (Ruhr) (1941-1943), fondé en 1941 par Wilhelm Knöchel (qui dirige depuis 1935 le comité exilé du KPD à Amsterdam et rentre en 1941 en Allemagne pour réorganiser la résistance dans la Ruhr), diffuse le journal antinazi Le Combattant de la Paix (Der Friedenskämpfer). Wilhelm Knöchel est arrêté par la Gestapo en 1943 et exécuté en 1944, et son groupe démantelé. Une cinquantaine de résistants du groupe sont arrêtés et tués.
Le groupe de Josef (Beppo) Römer (1940-1942), est fondé par Josef Römer (qui avait publié à la fin des années 1920 un journal communiste, Aufbruch, et est déporté de 1933 à 1939). Josef Römer tente d'organiser un attentat contre Hitler et contacte les cercles de résistance d'Adam von Trott zu Solz et Robert Uhrig. En 1940, Römer diffuse le journal clandestin Informationsdienst. Il est arrêté en 1942 et exécuté en 1944.
Le groupe de Robert Uhrig (Berlin) (1938-1942), est fondé en 1938 à Berlin par Robert Uhrig (déjà arrêté en 1934 pour activité clandestine). Le groupe comprend une centaine de membres en 1940 et le double en 1942. Il forme des groupes de résistants communistes au sein des entreprises, tente de créer un service de renseignements avec d'autres mouvements, notamment Harnack/Schulze-Boysen. L'organisation est démantelée par la Gestapo en 1942. Une centaine de résistants (dont Robert Uhrig, Werner Seelenbinder) sont arrêtés, déportés en camp de concentration, et exécutés en 1944. Les survivants rejoignent le groupe d'Anton Saefkow.
Le groupe de Walter Budeus (Berlin) (1936-1942), est fondé en 1936 par Walter Budeus (en) dans l'entreprise où il travaille (Berlin). Il comprend une cinquantaine de résistants. Son activité consiste en la collecte d’informations sur l'industrie de guerre, la diffusion de tracts. Il établit un contact à la fin des années 1930 avec les groupes de Robert Uhrig et Beppo Römer. Walter Budeus est arrêté en 1942 et condamné à mort en 1944.
Le groupe de Bernhard Bästlein, Oskar Reincke (de) et Franz Jacob (de) (Hambourg) (1941-1944), est fondé en 1941-1942 par Bernhard Bästlein, Oskar Reincke et Franz Jacob au sein des chantiers navals de Hambourg. Les membres de ce groupe diffusent des tracts, envoient des lettres aux soldats stationnés au front de l'Est pour les inciter à refuser de combattre. Ils sont en contact avec d'autres mouvements de résistance, notamment l'organisation Harnack/Schulze-Boysen. Arrêtés par la Gestapo en 1943 puis 1944, une soixantaine d'entre eux sont exécutés en 1944-1945.
Le groupe d'Anton Saefkow et Franz Jacob (Berlin) (1943-1944), fondé en 1943, diffuse des tracts, est en contact en 1944 avec Julius Leber et Adolf Reichwein, résistants sociaux-démocrates membres du complot du 20 juillet 1944. la Gestapo arrête en juin 1944 Anton Saefkow, Franz Jacob, Julius Leber et Adolf Reichwein. Des centaines de résistants de ce groupe, comme Judith Auer, sont arrêtés et assassinés.
Le groupe de Theodor Neubauer et Magnus Poser (Thuringe) (1942-1944), fondé en 1942 par Theodor Neubauer (qui était déjà passé par des camps de concentration), est en contact avec d'autres groupes de résistance, par exemple avec un groupe de l'université d'Iéna, ainsi qu'avec un groupe du camp de concentration de Buchenwald. Le groupe procède à l'envoi de nourriture, de tracts et d’armes aux prisonniers. Theodor Neubauer et Magnus Poser sont arrêtés en juillet 1944. Poser est abattu quelques jours plus tard par la Gestapo lors d'une tentative d'évasion et Neubauer est exécuté en 1945.
Le groupe de Georg Schumann (de) et Otto Engert (de) (Leipzig), est fondé vers 1943, et ambitionne d’unifier les divers mouvements de résistance communistes ; il est par conséquent en contact avec les groupes de Harro Schulze-Boysen, de Theodor Neubauer et Magnus Poser, d’Anton Saefkow, mais aussi avec des prisonniers de guerre russes et des travailleurs de force étrangers.
L'organisation Allemagne libre (Freies Deutschland), fondée à Cologne en 1943 par un réseau de résistants communistes, compte plus de 200 membres de toutes idéologies. Son activité consiste en la diffusion de tracts incitant à des sabotages et des désertions, l'aide aux travailleurs de force étrangers prisonniers en Allemagne. La Gestapo arrête de nombreux membres du groupe, qui se disloque.
Le Comité national de l'Allemagne libre (Nationalkomitee Freies Deutschland, NKFD), est fondé à Moscou 12 juillet 1943, à Krasnogorsk (à proximité de Moscou), par le comité central du KPD exilé en URSS et des militaires faits prisonniers de guerre après la capitulation de la 6e armée à Stalingrad. Le poète Erich Weinert présidait le comité, composé également de membres influents du parti comme Wilhelm Pieck et Walter Ulbricht, futurs dirigeants de la RDA. Ils s'efforçaient de détourner les prisonniers de guerre allemands du nazisme et encourager les soldats allemands (de toutes idéologies) à déserter ou à se rendre à l'Armée rouge. Le Comité entendait lutter pour la chute d'Hitler et du national-socialisme en les accusant de mener l'Allemagne à sa destruction, et militer pour une Allemagne libre et indépendante dans les frontières de 1937. En RFA, l'historiographie a souvent décrit le mouvement comme une trahison de l'Allemagne plus ou moins forcée par les Soviétiques. En RDA au contraire, le mouvement était célébré comme la véritable résistance au nazisme avec le KPD comme avant-garde.
D'autres mouvements comme « Allemagne Libre » (« Freies Deutschland ») sont fondés sur le modèle du NKFD en août et septembre 1943 en France, Belgique et Suisse par des exilés communistes allemands, souvent résistants et vivant dans la clandestinité dans les deux premiers pays et souvent internés en camps pour réfugiés et agissant clandestinement pour le troisième.

### Résistance communiste indépendante du KPD
Les groupes les plus connus sont les suivants :
Le Parti communiste d'Allemagne oppositionnel (Kommunistische Partei Deutschlands (Opposition), KPO),
fondé en 1928 par des membres exclus du KPD. Après 1933, il fonde en France un comité exilé (Auslandskomitee, AK) en contact, grâce à un réseau de messagers, avec les résistants du KPO en Allemagne. Leur action consiste à informer sur le régime hitlérien, former avec les résistants exilés une union des travailleurs contre le nazisme, diffuser de tracts, créer des cellules syndicales clandestines. Bien organisé, il semble avoir échappé à la Gestapo.
L'Orchestre rouge (die Rote Kapelle) : lire plus haut.
Le groupe de Herbert et Marianne Baum (Berlin) (1938-1942), fondé en 1938-1939 par Herbert Baum (électricien juif) et sa femme Marianne (qui luttaient depuis 1933 au sein des jeunesses communistes) avec des adolescents juifs proches du communisme. Il compte une centaine de membres. Jusqu'en 1941, c'est un groupe d'études. À partir de 1941, il entre dans la résistance active : diffusion de tracts et, en mai 1942, attaque (désordonnée) contre l'exposition Le Paradis soviétique (Das Sowjetparadies) au Lustgarten (Berlin). Des arrestations s'ensuivent en 1942, de nombreux morts par exécution (une vingtaine), suicide (Herbert Baum) et envoi en camp de concentration. Mais aussi déportation en camp de concentration de 500 juifs berlinois à titre de représailles.
Les RKD (Communistes révolutionnaires d'Allemagne).
Les groupes communistes de conseils issus du Parti communiste ouvrier d'Allemagne (KAPD, créé en 1920) : Kommunistische Räte-Union (de) et Rote Kämpfer. En 1936, 150 membres sur 200 des Rote Kämpfer sont arrêtés, dont Alexander Schwab et Karl Schröder.

## Résistance protestante
Le régime nazi tenta d'embrigader les protestants à travers le mouvement des Chrétiens allemands qui prend le pouvoir au sein de l'Église protestante du Reich constituée en 1933. Des initiatives de résistance voient le jour en opposition à cette mainmise.
La Ligue d'urgence des pasteurs (de) du pasteur Martin Niemöller, créée en 1933, est l'organisation de résistance protestante la plus importante. Localement, il s'agira de « conseils de frères » (Bruderräte), rassemblés en un Conseil de frères du Reich (Reichsbruderrat), qui s'unit aux synodes libres.
Lors du deuxième synode libre national (1934), les opposants créent une Église confessante (Bekennende Kirche). Ses personnalités sont Friedrich Weißler (juriste, mort déporté en 1937), le pasteur Paul Schneider (mort déporté en 1939). Theophil Wurm (évêque du Wurtemberg), prend la succession de Niemöller à la tête de l'Église confessante. Il entre en contact avec Dietrich Bonhoeffer, avec le groupe de Carl Goerdeler et avec le Cercle de Kreisau.
Le Bureau Grüber (1938) soutient les protestants d'origine juive. Il est dirigé par le pasteur Heinrich Grüber (en) (déporté), et par Werner Sylten (de), protestant d'origine juive, mort déporté.
Parmi les autres personnalités protestantes, on peut citer le pasteur Dietrich Bonhoeffer qui s'oppose au nazisme dès 1933. Il organise le séminaire semi-clandestin de l’Église confessante allemande dans la localité de Finkenwalde (aujourd'hui Zdroje), un quartier de Stettin (aujourd'hui Szczecin). En contact via son beau-frère Hans von Dohnányi avec le groupe de résistance de Hans Oster, il est proche du groupe des conjurés de l'attentat contre Hitler du 20 juillet 1944. À la demande de Josef Müller, il réfléchit à la notion théologique de tyrannicide, pour justifier l'assassinat d'Hitler, et rapproche les réflexions théologiques protestantes et catholiques. Arrêté en avril 1943, il est exécuté en avril 1945. Ses réflexions théologiques, particulièrement celles sur le « christianisme sans religiosité » consignées dans son journal de captivité Résistance et Soumission, eurent un impact important sur la théologie protestante d'après-guerre.
Le pasteur Helmut Gollwitzer (de), à Berlin, s'oppose aux tentatives de nazis de prendre le contrôle de l'Église. Le pasteur Karl Friedrich Stellbrink (de), à Lübeck, agit avec trois prêtres catholiques ; ils sont exécutés en novembre 1943, et appelés les martyrs de Lübeck. Le pasteur Paul Gerhard Braune, qui s'opposa à l'extermination (dite « euthanasie ») des malades mentaux, « asociaux » et « anti-sociaux », intervint auprès de la chancellerie du Reich en faveur des chrétiens non aryens, protégea les déserteurs et les homosexuels.

## Résistance catholique
Hitler tente de se concilier les catholiques avec le concordat signé avec le Saint-Siège en 1933, mais sans avoir l'intention de le respecter,,.
Mais, en tant que minorité, les catholiques furent souvent portés à la résistance antinazie. Avant même 1933, les bastions électoraux du parti catholique Zentrum étaient les moins perméables à la propagande nazie. Ainsi, en 1933, seul l'État de Bavière (le plus catholique du pays) ne tombe pas sous la coupe du parti nazi mais reste dirigé par Heinrich Held du parti populaire. La SS vient par la force chasser son président et prendre les commandes de l'État bavarois.

### Autorités officielles de l'Église catholique
L'encyclique Mit brennender Sorge du pape Pie XI (14 mars 1937), parvenue secrètement en Allemagne, est lue en chaire dans toutes les églises d'Allemagne le 21 mars 1937, dimanche des Rameaux. Cette encyclique a été publiée volontairement par le Vatican en allemand (ce qui est très rare). Elle est distribuée dans les églises et diffusée dans la presse le 22 mars 1937. Les nazis déportent aussitôt 306 prêtres au camp de concentration de Dachau,,,. Mühler, ancien dirigeant de l'action catholique de Munich, est d'ailleurs arrêté en 1933 pour avoir parlé du camp de concentration de Dachau.
Bernhard Lichtenberg, prieur de la cathédrale de Berlin, appelle au lendemain de la nuit de Cristal (novembre 1938) à prier pour les Juifs et les prisonniers des camps de concentration (il est mort déporté en 1943). Il est béatifié par Jean-Paul II le 23 juin 1996 dans le stade olympique de Berlin en même temps que Karl Leisner. Après son arrestation Margarete Sommer lui succède à la direction de l'organisation humanitaire de l'Ordinariat épiscopal de Berlin, le Bischöfliche Hilfswerk. Elle organise l'aide aux personnes juives et adresse plusieurs rapports détaillés sur la situation des juifs en Allemagne à la hiérarchie catholique, la pressant — en vain — de prendre position publiquement contre l'holocauste,.
En avril 1938, la Sacrée congrégation des séminaires et universités publie à la demande de Pie XI un Syllabus contre le racisme, daté du 13 avril 1938, condamnant les théories racistes telles que développées en Allemagne, y compris le panthéisme et l’étatisme totalitaire. Ce texte « ne contient que huit propositions, mais, dans leur bref énoncé, elles pénètrent, comme une lame acérée, dans les articulations essentielles du nazisme ».
Konrad von Preysing, évêque de Berlin, fut un des rares évêques ouvertement antinazis : il participa à la rédaction de l'encyclique Mit brennender Sorge, informa le pape des exactions des nazis et lui demanda d'intervenir pour sauver les Juifs de Berlin. Aussi à Berlin, Erich Klausener, directeur de l'action catholique de l'évêché, organise une énorme messe en plein air, puis est assassiné le 30 juin 1934.
Michael von Faulhaber, archevêque, proteste en 1940 auprès du ministre de la Justice au sujet de l'assassinat des invalides et des malades mentaux, tout comme Clemens August von Galen, évêque de Münster, qui avait protesté officiellement en 1934 contre Alfred Rosenberg, théoricien du nazisme païen, et en 1941, condamne en chaire l'assassinat des malades mentaux et des invalides. Il a été béatifié par le pape Benoît XVI le 9 octobre 2005.
Karl Leisner, diacre ordonné le 25 mars 1939 en vue du sacerdoce, est arrêté par la Gestapo le 8 novembre 1939. Le 17 décembre 1944, dans le bloc 26 du camp de concentration de Dachau, Gabriel Piguet, évêque de Clermont-Ferrand, détenu lui aussi, ordonne Karl Leisner prêtre. Celui-ci est mourant. Karl Leisner est libéré par l'armée américaine le 4 mai 1945 et part au sanatorium de Planegg (près de Munich) où il meurt le 12 août 1945. Il a été béatifié par Jean-Paul II à Berlin en 1996 avec Bernhard Lichtenberg,.

### Organisations et groupes catholiques
La plus connue de ces organisations est le mouvement de La Rose blanche (notamment représentés par Hans et Sophie Scholl), qui distribuait des tracts antinazis dans les lycées et à travers toute l'Allemagne. Ce groupe était en lien avec Josef Müller. Indépendamment du précédent, le mouvement plus informel de la Rose blanche de Hambourg comprend des membres chrétiens convaincus, mais aussi des juifs et des socialistes.
Chez les membres Zentrum, le parti catholique, on compte le père jésuite Max Pribilla (de), Fritz Gerlich et Ingbert Naab dans la revue catholique Der gerade Weg, Bernhard Letterhaus, Erich Klausener, chef de l'Action catholique, Kuno Kamphausen et Adalbert Probst, responsables d'associations catholiques de jeunesse (exécutés lors de la Nuit des Longs Couteaux), et Gustav von Kahr, ancien commissaire de l'État de Bavière.
Un Comité d'aide aux non aryens catholiques est créé le 22 mars 1935) pour aider les catholiques d'origine juive.
Le Junge Front fut un journal des jeunesses catholiques réservé face aux nazis donc interdit de publication à plusieurs reprises puis définitivement en janvier 1936. Peu après, 50 dirigeants de mouvements catholiques sont arrêtés.
Une émission de radio catholique clandestine fut diffusée par Walter Klingenbeck (de), Daniel von Recklinghausen et Hans Haberl (de) ; Klingenbeck fut condamné à mort et exécuté en 1943, les deux autres emprisonnés.
La revue Der gerade Weg fut publiée par Konrad von Preysing, Fritz Gerlich (assassiné 1934) et Ingbert Naab.
L'« orchestre noir (en) » est le nom donné par Reinhard Heydrich à la cellule de résistance regroupant des militaires, ainsi que des religieux catholiques et des chrétiens tels que les pères jésuites Alfred Delp, Lothar König (en) et Augustin Rösch, mais également Josef Müller,,, Oster, Dohnányi, Bonhoeffer, Willy Schmidhuber et quelques autres. Ils étaient en lien avec les conjurés du 20 juillet 1944, et assuraient la liaison entre les résistants de l'Abwehr et le Vatican. Après l'attentat de 1944, la quasi-totalité des membres arrêtés sont exécutés discrètement par ordre personnel d'Hitler, pour ne laisser aucune trace de leur fin.
Un groupe de réflexion chrétien est monté par les pères Moltke et Rösch pour « penser en chrétiens, planifier et se préparer à reconstruire » l'Allemagne et l'Europe post-hitlérienne, dans un mouvement spirituel et œcuménique. Les réflexions et débats qui animent ces différentes personnes se font dans l'objectif de reconstruire une éthique humaniste, sociale et spirituelle de la société allemande post-hitlérienne.
Avec le temps, le cercle de réflexion s'élargit et il s'agrège de nouvelles personnalités venues d'autres milieux. Le cercle œcuménique chrétien intègre alors des dirigeants syndicaux socialistes. Le groupe de réflexion s'enrichit de Carl Goerdeler, ancien maire charismatique de Leipzig qui se charge de négocier un pacte entre les dirigeants syndicaux catholiques et socialistes. Les jésuites œuvrent pour établir un consensus entre toutes les parties. Début 1943, une déclaration commune rassemblant toutes les parties (politiques, syndicales, religieuses et militaires) est ratifiée.
L'opposition catholique a pu relever la tête début 1944, alors que le soutien au régime nazi s'effondre dans la population. Le parti catholique centriste Zentrum s'étant volontairement sabordé en 1933 (et non pas détruit par les nazis comme le SPD et le KPD), il a pu se poursuivre à travers des groupes informels et put donc renaître. Ses chefs, Jakob Kaiser et Max Habermann (de) décident de passer à l'action début 1944. Ils réactivent les réseaux du Zentrum dans l'attente du coup d’État du 20 juillet 1944 contre Hitler.

### Initiatives individuelles catholiques
- Le père Alois Eckert protesta alors au nom de l'éthique chrétienne contre la persécution des Juifs[13].
- Père Rupert Mayer (jésuite) : sermons critiques, en lien avec Müller, participe au cercle de réflexion chrétien[R 13].
- Père August Froehlich proteste et de la dignité des ouvriers polonais maltraités (mort déporté en 1942).
- Père Joseph Lenzel assassiné par les nazis pour sa protection des lois et de la dignité des ouvriers polonais maltraités (mort déporté en 1942).
- Père Albert Willimsky proteste et de la dignité des ouvriers polonais maltraités (mort déporté en 1940).
- Père Friedrich Muckermann (de), exilé aux Pays-Bas, diffuse des tracts condamnant le nazisme et la politique d'Hitler. Participe au renseignement en lien avec Müller[R 14].
- Margarete Sommer (universitaire) aide des catholiques d'origine juive.
- Gertrud Luckner (qui travaillait pour l'organisation de bienfaisance catholique Caritas) aide des prisonniers de guerre et des Juifs. Elle sera déportée.
- Prêtres catholiques de Stettin condamnés : Carl Lamprecht, Friedrich Lorenz (de), Herbert Simoleit (de), Alfons Maria Wachsmann (de), etc.
- Franz Reinisch (prêtre) est exécuté en 1941 après avoir refusé de prêter serment à Hitler.
- Les prêtres Johannes Prassek, Eduard Müller (en) et Hermann Lange (en), avec le pasteur Karl Friedrich Stellbrink (en), sont les martyrs de Lübeck, exécutés en novembre 1943.
- Max Josef Metzger (prêtre) est exécuté en 1943 pour pacifisme[R 15].
- Nikolaus Gross laïc, syndicaliste, exécuté en 1945, béatifié par Jean-Paul II.
- Hermann Josef Wehrle est condamné à mort pour son attitude anti-nazie et ses contacts avec le commandant von Leonrod.
- Gereon Goldmann aurait agi en solo puis aurait été contacté par le réseau de l'Abwehr, pour servir de messager[R 16].

## Résistance anarchiste

### Les anarcho-syndicalistes de la FAUD
Lors de son dernier congrès national, à Erfurt en mars 1932, l'Union libre des travailleurs d'Allemagne (Freie Arbeiter-Union Deutschlands, FAUD) décide qu’en cas de prise de pouvoir par les nazis, son bureau fédéral à Berlin serait dissout, qu’une direction clandestine serait mise en place à Erfurt et qu’elle riposterait par une grève générale immédiate. Cette dernière décision ne put être mise en pratique : partout, en Allemagne, la FAUD est décimée par des vagues d’arrestations.
Les anarcho-syndicalistes combattent les nazis de manière violente avec les Schwarze Scharen (Bandes noires), une milice d'environ 500 membres,.
Les anarcho-syndicalistes en exil fondent en 1933-1934 le groupe « Deutsche Anarcho-syndikalisten » (DAS, Anarcho-syndicalistes allemands) avec un bureau à Amsterdam.
Jusqu'en 1935, la FAUD organise un réseau d’évacuation de militants vers la Hollande, réseau qui sert aussi à introduire en Allemagne de la littérature antinazie,.
En 1936, beaucoup de militants partent en Espagne pour participer à la révolution sociale. Le bureau de Barcelone de la DAS comprend une vingtaine d'entre eux comme Helmut Rüdiger, Augustin Souchy, mais aussi des intellectuels allemands comme le critique littéraire Carl Einstein.
En 1937, deux cents militants anarcho-syndicalistes sont arrêtés, par la Gestapo, pour leurs activités syndicales clandestines. « Les hommes arrêtés sont tous des partisans convaincus du mouvement anarcho-syndicaliste », écrit dans son rapport le policier chargé de coordonner l’action, et il ajoute cette remarque lourde de menaces : « Ils sont tellement convaincus de la justesse de leurs idées qu’ils ne pourront que difficilement être rééduqués pour devenir des membres utiles à la communauté du peuple allemand »,.
Julius Nolden, ouvrier métallurgiste et militant anarcho-syndicaliste de la FAUD, est une figure de premier plan de la résistance anti-nazie en Rhénanie. Le 5 novembre 1937, il est condamné par le Tribunal du peuple de Berlin à une peine de dix ans de réclusion pour « préparation d'une entreprise de haute trahison avec circonstances aggravantes ». Il purge sa peine dans le pénitencier de Lüttringhausen jusqu'à sa libération par les Alliés le 19 avril 1945.

## Résistance militaire
L'armée allemande et les services secrets étaient très loin de partager unanimement les vues d'Hitler. Que ce soit par réalisme ou par conviction notamment religieuse, de nombreux soldats et officiers supérieurs, doutaient de la justesse de la cause nazie voire étaient opposés aux vues d'Hitler, comme le propre chef d'état-major de la Reichswehr, Kurt von Hammerstein (1878-1943).
Cependant, le bilan de la résistance militaire allemande reste faible. En effet, même les plus antinazis des militaires avaient du mal à outrepasser ce qu'ils estimaient être leur devoir d'obéissance vis-à-vis du corps de l'armée et de la patrie à travers le fameux serment à Hitler,. Les hésitations des deux chefs militaires (Halder et Brauchitsch), antinazis et partisans du putsch en parole mais incapables d'agir vraiment en ce sens ont également joué défavorablement. 
L'indépendance de l'Armée a été fortement réduite en 1938 lorsque le ministre de la Défense, le maréchal Werner von Blomberg, et le chef de l'armée, le général Werner von Fritsch, ont tous deux été révoqués par le régime nazi. Cependant, les éléments résistants se maintinrent au sein de l'armée. En particulier, certains militaires ont œuvré contre le régime nazi, d'abord en faisant de l'espionnage en faveur des Anglais et Américains, puis en tentant d'assassiner Hitler. Ce groupe, nommé par la Gestapo la « Schwarze Kapelle (en) » (l'« orchestre noir » en allemand) comprend notamment des membres des services secrets, des officiers actifs et d'autres qui ne l'étaient pas ou plus (comme Ludwig Beck, qui avait démissionné, ou Erwin von Witzleben, en butte à des soucis de santé), et un certain nombre de religieux chrétiens.
Plus que les craintes sur l'indépendance de l'armée, le principal moteur de la résistance militaire a été l'analyse froide et professionnelle des rapports de forces et de la situation militaire globale dans laquelle se trouve l'Allemagne à partir de l'été 1943.

### Composition
La résistance militaire est constituée d'un entrelacs de réseaux familiaux et mondains hérités de la période précédente et de militaires ayant analysé de manière professionnelle les évolutions du conflit à partir de 1942. Soudés par l'opposition à la fois à la République et la formulation de réserves envers le IIIe Reich, ces militaires peuvent néanmoins être classés en deux groupes définis par l'âge et le grade :
- les généraux et maréchaux, qui ont connu l'Empire, la Grande Guerre, qui ont perdu leur influence après 1938 et qui ont des idées conservatrices ;
- les officiers qui les entourent, plus jeunes, plutôt révolutionnaires conservateurs, plus ouverts sur l'opportunité de nouer des contacts avec la résistance social-démocrate[25].

### La résistance au sein des services secrets
Les services secrets formaient le principal centre d'opposition au régime. Par nature, ils pouvaient mener toutes sortes d'opérations incontrôlables par le régime. Les principaux résistants au sein des services secrets furent l'amiral Wilhelm Canaris, responsable de l'Abwehr, le service de renseignements de l'armée allemande, de janvier 1935 à février 1944, qui s'est clandestinement opposé aux menées nazies tout en restant loyal envers l'Allemagne,. Cependant, il a deux puissants ennemis en Reinhard Heydrich et Heinrich Himmler. C'est la SS qui vient l'arrêter au lendemain de l'attentat contre Hitler du 20 juillet 1944. Il est exécuté le 9 avril 1945 au camp de concentration de Flossenbürg.
Le général Hans Oster, entré au service de renseignements de l'armée allemande en 1933, antinazi depuis 1934 et chef d'un des services de l'Abwehr à partir de 1938, était protégé par l'amiral Wilhelm Canaris. Il bâtit un vaste réseau clandestin de militaires antinazis. Dès 1936, Oster et Gisevius étaient persuadés que la seule solution était de tuer Hitler. Canaris, dont les papiers sont saisis après son arrestation, l'entraîne dans sa chute. Hans-Bernd Gisevius (haut fonctionnaire du ministère de l'Intérieur) secondait Oster,. Canaris et Oster recrutent officiellement des chrétiens comme Josef Mullër et le pasteur Bonhoeffer, officiellement pour espionner le Vatican au profit du régime nazi, mais en pratique pour ouvrir un contact avec le pape et aider la résistance contre Hitler,,.
Hjalmar Schacht, le gouverneur de la Reichsbank, était en contact avec ce groupe d'opposants.

### Le coup d’État avorté de 1938
En mai 1938, les chefs de l'armée apprennent l'intention d'Hitler d'envahir la Tchécoslovaquie, risquant ainsi une guerre générale en Europe. Le chef d'état-major de l'armée de terre, le général Ludwig Beck, jugeait une telle guerre immorale et mauvaise pour l'Allemagne. Fait surprenant, Oster (membre du service des renseignements militaires allemands) et le général Beck envoient alors des émissaires à Paris et Londres pour conseiller aux démocraties occidentales de résister aux demandes d'Hitler. Von Weizsäcker (aux Affaires étrangères) envoie aussi des messages privés pour inciter le gouvernement britannique à la fermeté. Britanniques et Français ne sauront pas comment utiliser ces informations.
En août 1938, le général Beck exprima ouvertement son opposition à une guerre contre les Occidentaux au sujet de la Tchécoslovaquie. Hitler renvoya alors Beck, ce qui choqua le corps des officiers. Son successeur comme chef d'état-major de l'armée de terre, le général Franz Halder, resta en contact avec les opposants Beck et Oster, et disait en privé que Hitler était « l'incarnation du mal ».
En septembre 1938, un coup d'État militaire contre Hitler fut préparé avec la complicité du Generalfeldmarschall Erwin von Witzleben, chef de la région militaire de Berlin. Le complot comprenait Oster, Gisevius, Schacht, Weizsäcker, Canaris et Halder. Le coup d'État devait intervenir dès qu'Hitler ferait un pas vers la guerre. Le chef de l'armée, le général Walther von Brauchitsch, au courant du complot, prévint qu'il ne le soutiendrait pas, mais ne dit rien à Hitler. Exemple de la loi du silence entre officiers.
Les conjurés espéraient lancer leur coup d'État à l'occasion de la crise des Sudètes entre l'Allemagne, la Grande-Bretagne et la France. Cependant, ces dernières acceptèrent un accord (les Accords de Munich) avec Hitler. La paix sauvée en apparence, Hitler ne passait plus pour un fauteur de guerre. Les officiers avaient perdu leur prétexte pour le renverser. Il faudra attendre le 20 juillet 1944 pour retrouver un complot aussi avancé.

### Les projets de putsch de 1939
Avec la remontée du risque de guerre mi-1939, Oster, toujours en contact avec Halder, Witzleben (qui n'est plus à Berlin, ce qui complique les choses), Goerdeler, tente de relancer le projet de putsch. Mais il apparaît que les officiers sont beaucoup moins prêts à suivre. En particulier, les officiers prussiens sont séduits par le projet d'Hitler de reprendre Dantzig et la Haute-Silésie à la Pologne.
Fait toujours extraordinaire, les chefs de l'armée continuent cependant de vouloir éviter la guerre et pressent la France et la Grande-Bretagne de montrer leur fermeté face à Hitler : Halder rencontre secrètement l'ambassadeur britannique Sir Nevile Henderson pour l'inciter à la résistance. L'objectif était toujours de lancer un coup d’État quand Hitler déclarerait la guerre. Mais Schacht, Gisevius et Canaris n'arrivent pas à obtenir une décision ferme de coup d'État de la part de Brauchitsch et Halder. Quand Hitler attaqua la Pologne le 1er septembre, les conspirateurs furent incapables d'agir.
Le déclenchement de la guerre, avec le réflexe patriotique, la dispersion de l'armée, etc. rendit un projet de putsch plus difficile.
- Halder tenta d'empêcher une attaque de la France durant l'hiver 1939-1940 et resta en contact avec l'opposition via le général Carl-Heinrich von Stülpnagel (un opposant actif).
- Les résistants les plus déterminés veulent tuer Hitler par bombe : Oster et Erich Kordt, qui se dit prêt à mourir lui-même dans l'opération[R 23],[N 5].
- Au quartier général de Zossen (sud de Berlin), un groupe d'officiers appelé Groupe d´action Zossen préparait aussi un coup d’État.

Après la campagne de Pologne, Hitler programme l'invasion de la France pour octobre 1939. Les officiers résistants tentent de bloquer les projets de guerre en renversant Hitler. Canaris valide le coup d'État militaire faisant intervenir deux divisions blindées pour contrôler Berlin, et 60 commandos de l'Abwehr qui doivent mettre Hitler « hors d'état de nuire ». Mais pour cela, il faut connaître l'agenda d'Hitler (ce qui était très difficile), et les autres officiers de la Wehrmacht renâclent à « rompre leur serment d'obéissance au Führer » s'ils n'ont pas la garantie que les Alliés accepteraient une paix juste. Face à ses contraintes insurmontables, le plan ne sera jamais mis en œuvre.
En novembre 1939 quand Hitler paraissait sur le point d'ordonner l'attaque de la Belgique, les conspirateurs persuadèrent le général Wilhelm Ritter von Leeb, commandant le groupe d'armées C à la frontière française, de soutenir le putsch.
En même temps, Oster prévint Néerlandais et Belges qu'Hitler allait attaquer. Mais Hitler remit son attaque à plus tard.
La seule opération réussie pour « empêcher une guerre » va concerner la Suisse. En janvier 1940, Hitler envisage d'envahir la Suisse. Canaris, choqué par cette perspective, fait prévenir les autorités suisses via un diplomate italien pacifiste pour leur demander de lancer des manœuvres militaires à leur frontière. Les Suisses entament des manœuvres de dimensions modestes mais Canaris, dans ses rapports de l'Abwehr, gonfle les chiffres et parle de « mobilisation partielle de l'armée », soulevant que l'offensive allemande pourrait durer bien plus que les six semaines envisagées. Du coup, Hitler abandonne le projet.
L'offensive victorieuse de mai-juin 1940 va détourner l'attention des officiers antinazis et affaiblir l'opposition au sein de l'armée.

### Les attentats du groupe de Tresckow (1942-1943)
En mars 1941, Hitler dévoile à des officiers réunis à Posen (Poznań) son projet de guerre d'extermination contre l'URSS. Parmi ces officiers, le colonel Henning von Tresckow, jusque-là antinazi passif, qui décide de passer à la résistance plus active. Nommé à l'état-major de son oncle le Feldmarschall Fedor von Bock, chef du groupe d'armées Centre pour l'opération Barbarossa (invasion de la Russie), Tresckow recrute systématiquement des opposants antinazis dans son équipe, en faisant le nouveau centre nerveux de la résistance militaire. Les victoires allemandes de 1941-1942 les empêchent d'agir.
La résistance est également affaiblie par la révocation par Hitler de Brauchitsch et un peu plus tard de Bock après l'échec devant Moscou de décembre 1941. En 1942, Oster parvient à remonter un réseau de résistance au sein de l'armée. Sa plus belle recrue est le général Friedrich Olbricht, chef du bureau général de l'armée à l'état-major du Bendlerblock (Berlin), qui disposait d'un système de communications indépendant entre toutes les unités militaires en Allemagne.
Le nouveau réseau Oster associé au groupe de Tresckow dans le groupe Centre constitue un véritable réseau fiable. Tresckow parvient à enrôler partiellement le successeur de Bock : le général Hans von Kluge. Fin 1942, Tresckow et Olbricht préparent un nouveau coup mais ils ne peuvent tuer en même temps Hermann Göring et Heinrich Himmler. En mars 1943 a lieu une tentative d'assassinat d'Hitler, lors de sa visite au quartier général du groupe d'armées Centre à Smolensk en Russie (les explosifs cachés dans des bouteilles de Cointreau dans l'avion d'Hitler n'explosent pas, le détonateur étant gelé par le froid). Les auteurs directs de la tentative sont Tresckow et le lieutenant Fabian von Schlabrendorff. Si l'attentat avait réussi, Olbricht aurait pris la tête du coup d’État.
Une seconde tentative de la part des hommes du groupe d'armées Centre échoua quelques jours plus tard lorsque Hitler visita une exposition de matériel de guerre à Berlin. Un ami de Tresckow, le colonel comte Rudolph-Christoph von Gersdorff, devait se faire sauter avec Hitler. Mais Hitler passa trop rapidement et Gersdorff dut filer aux toilettes pour arrêter le compte à rebours.
À partir de 1943, le réseau des Affaires étrangères tenta de prendre contact avec les Alliés via des diplomates dans des pays neutres. Theo Kordt, à l'ambassade allemande de Berne, communiqua à la demande des résistants du ministère des Affaires étrangères avec les Britanniques par l'intermédiaire d'intermédiaires tels que Willem Visser 't Hooft, secrétaire général du Conseil mondial des Églises à Genève. Le Cercle de Kreisau envoya Dietrich Bonhoeffer et Helmut James von Moltke rencontrer George Bell, évêque de Chichester, à une conférence religieuse à Stockholm (Suède). Bell transmit leur message et leurs plans au secrétaire au Foreign Office Anthony Eden. Un journaliste américain, Louis P. Lochner, sortit des messages codés d'Allemagne et les transmit à Roosevelt. Enfin, d'autres messages furent envoyés à travers les réseaux catholiques du Vatican, ou via des diplomates à Lisbonne.
Mais les Alliés ne crurent pas ou rejetèrent ces messages, refusant de traiter avec la résistance antinazie.
En août 1943, Tresckow rencontre un jeune officier, le colonel Claus Schenk Graf von Stauffenberg, grand blessé de guerre, catholique, assez mystique, d'opinion nationaliste et conservatrice. Olbricht présente à Tresckow et Stauffenberg un nouveau plan : l'armée de réserve avait un plan appelé opération Walkyrie, destinée à ramener l'ordre en Allemagne en cas de désordres civils. Olbricht suggéra que ce plan soit détourné pour prendre le contrôle de l'Allemagne, désarmer la SS et arrêter les dirigeants nazis après la mort d'Hitler. Il s'agissait de convaincre le commandant en chef de l'armée de réserve, le général Friedrich Fromm. Il s'agissait aussi de parvenir à tuer Hitler. Pour cela, durant l'hiver 1943-1944, les conspirateurs s'attachent à avoir au moins un de leurs hommes à proximité d'Hitler, car celui-ci apparaissait de moins en moins en public, ce qui rendait toute éventuelle tentative d'attentat plus compliquée. Il semble que plusieurs tentatives aient alors échoué de peu.
L'étau se resserre cependant autour des résistants : en janvier et février 1944, Moltke puis Canaris sont arrêtés. Le 4 juillet 1944, Julius Leber, qui tentait de relier son parti SPD clandestin avec le KPD, est arrêté.

### L'attentat du 20 juillet 1944
Le 20 juillet 1944, dans l'après-midi, Stauffenberg fait exploser sa bombe à quelques mètres d'Hitler. La répression qui suit cette tentative brise complètement la résistance conservatrice, présentée à la population comme un groupe de Junkers coupés du peuple,.

### Autres
Le général Johannes Blaskowitz, adjoint d'Halder, proteste auprès d'Adolf Hitler au sujet du traitement des Polonais et des Juifs. Ces protestations sont relayées par un nombre important d'officiers cantonnés en Pologne, qui s'indignent du traitement réservé aux Polonais de Posnanie, contraire aux traditions prussiennes.
En avril 1945, quelques jours avant la prise de Munich par les Américains, un groupe d'officiers et de soldats tente un coup d'État dans la ville, prend le contrôle de la mairie et de la radio, lance un appel à la chasse aux faisans (du nom des hauts fonctionnaires du NSDAP) et expose un programme politique proche de celui des conjurés du 20 juillet 1944. Les SS, appuyés par quelques membres du parti, répriment cette tentative devant une population qui attend l'arrivée des Américains.

## Résistance conservatrice
Le gros de la résistance conservatrice est constitué de la résistance au sein de l'armée.
Des personnalités ont également cherché à renverser le nazisme comme le complot de Claus Schenk von Stauffenberg ou le Cercle de Kreisau.

### Le Cercle de Kreisau
Le Cercle de Kreisau est l'un des mouvements de la résistance allemande les plus connus. Il n'était pas composé que de membres conservateurs, mais ses membres venaient essentiellement de cette mouvance (officiers et hauts fonctionnaires de l'aristocratie). De 1938 à l'attentat du 20 juillet 1944, il comptait vingt membres actifs et environ vingt sympathisants. Le domaine de Kreisau (Silésie), appartenant à la famille von Moltke , a abrité de 1940 à 1943 des rencontres de fonctionnaires et d'officiers, d'ecclésiastiques catholiques et protestants, d'hommes politiques conservateurs mais aussi sociaux-démocrates. Leurs réflexions devaient préparer une Allemagne post-nazie, démocratique, humaniste, sociale et européenne. Le cercle a été créé par un avocat, le comte Helmuth James von Moltke. D'éducation partiellement britannique (par sa mère), il aurait été surnommé le « comte rouge » en raison de ses prises de position sociales découlant de l'éthique chrétienne. Von Moltke fut arrêté début 1944 par les nazis et exécuté le 23 janvier 1945. En 1940, le Cercle de Kreisau est rejoint par un haut fonctionnaire, le comte Peter Yorck von Wartenburg qui avait fondé un autre groupe de résistance en 1938. Arrêté le 21 juillet 1944, il fut exécuté le 8 août 1944. Le Cercle de Kreisau était en liaison avec d'autres groupes de résistance, tels le groupe de Franz Sperr au sud de l'Allemagne (en contact avec de hauts officiers), un groupe de dirigeants travaillistes catholiques de Cologne, le cercle de Fribourg (de), et des communistes modérés non staliniens.
À partir de 1943, certains membres du Cercle de Kreisau décidèrent de passer à l'action contre le régime et prirent contact avec Ludwig Beck, Carl Friedrich Goerdeler, Ulrich von Hassel et Claus Schenk von Stauffenberg. La plupart des membres du Cercle de Kreisau furent inculpés de haute trahison après le putsch du 20 juillet 1944 et furent condamnés à mort.

### Le groupe de Carl Goerdeler
Carl Goerdeler, ancien maire de Leipzig, sera la figure principale de l'opposition au nazisme dans les années 1940-1941, alors que les officiers ont l'attention détournée par les succès militaires. Il rejoint le Cercle de Kreisau en 1942. Son groupe comptait le diplomate Ulrich von Hassell, le ministre des Finances de Prusse Johannes Popitz, Helmuth James von Moltke, chef du Cercle de Kreisau. Goerdeler était également en contact avec le SPD clandestin de Julius Leber et avec les oppositions catholique et protestante.

### Les résistants des Affaires étrangères
Le conservateur (sans parti) Konstantin von Neurath resta ministre des Affaires étrangères du Reich de 1933 à 1938. Durant cette période, il laissa se développer un cercle actif de résistants sous le patronage discret du sous-secrétaire d'État Ernst von Weizsäcker. Les principaux membres de ce cercle étaient Ulrich von Hassell, ambassadeur à Rome, Friedrich-Werner von der Schulenburg, ambassadeur à Moscou, Adam von Trott zu Solz, haut fonctionnaire, Erich Kordt, haut fonctionnaire, et Hans Bernd von Haeften, haut fonctionnaire.
Ce cercle survécut même lorsque le nazi Joachim von Ribbentrop remplaça Konstantin von Neurath comme ministre des Affaires étrangères, en 1938.

## Résistance enAlsace-Moselle
Il faut mentionner la résistance aux forces allemandes dans ces trois départements français qui sont annexés de facto le 18 octobre 1940 au territoire allemand, par un décret d'Hitler dont la publication fut interdite, pour former le Reichsgau Westmark (Marche de l'Ouest : Moselle, Sarre et Palatinat) et le Reichsgau Oberrhein (Haut-Rhin : Alsace et Bade). Du fait de l'annexion, la résistance dans ces trois départements n'a presque aucune relation avec la Résistance intérieure française, ni ne reçoit de soutien matériel des forces alliées.
En Alsace, la résistance est animée par une base syndicalo-communiste, notamment le réseau Wodli, ou par des conservateurs comme Paul Dungler.
Enfin, il faut signaler que peu avant l'annexion, des dizaines de milliers de personnes ont quitté cette région pour s'installer dans d'autres régions françaises, où ils s'inséreront dans les groupes locaux de la Résistance.

### En Moselle
Méconnue dans l'historiographie française, la Résistance dans ce département a été particulièrement forte et populaire. Plus qu'ailleurs, la population vit mal une occupation brutale qui nie la culture locale, avec notamment l'interdiction de parler français, de porter un béret, signe de francophilie, germanise les noms de familles, les prénoms, les noms de communes, interdit de donner aux nouveau-nés des prénoms à consonance française.
Ainsi dès le 15 août 1940, le rassemblement traditionnel autour de la statue de la Vierge de la place Saint-Jacques à Metz est la première protestation présidée par l'évêque de la ville Mgr Heintz qui sera expulsé dès le lendemain comme 60 % du clergé mosellan.
Sensible au fait que le général de Gaulle ait choisi la croix de Lorraine comme emblème de la Résistance, la population apporte un grand soutien notamment aux prisonniers de guerre évadés pour lesquels le département est point de passage presque obligé (par exemple le futur président de la République François Mitterrand à Säargemünd (Sarreguemines)). Le premier sabotage recensé date du 12 août 1940. Le commandant Scharff fonde le groupe « Mission Lorraine » qui s'intègre à l'Organisation de résistance de l'armée (ORA) en octobre 1943. Les deux groupes les plus actifs sont le groupe Mario, autour de Jean Burger et à un degré moindre le groupe Derhan.
Plus de 1 000 Mosellans ont été arrêtés pour faits de résistance et des familles entières (environ 10 000 personnes) ont été déportées en Silésie pour « opposition à la germanisation de la Lorraine ». Il s'agit, en presque totalité, de famille d'ouvriers ou d'employés.

## Résistance en Autriche
Le Centre de documentation de la résistance autrichienne évalue à 100 000 le nombre de résistants autrichiens,.
Parmi divers groupes et personnes, on peut citer : l'Opération Radetzky, le groupe O5, Fritz Molden (de), le major Carl Szokoll, Jakob Gapp, Franz Jägerstätter, Françoise Brauner.

## Autres engagements individuels

### Attentat

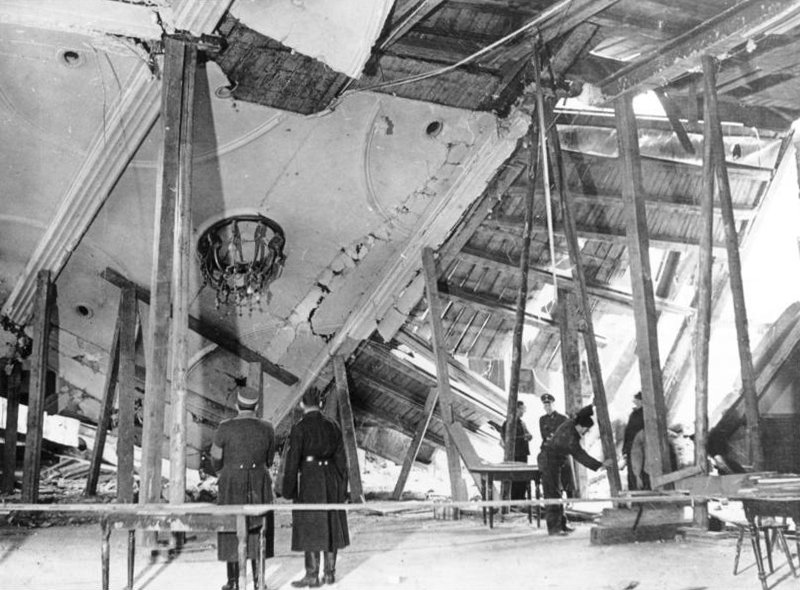
Restes du Bürgerbräukeller de Munich après l'attentat perpétré par Georg Elser; photo prise le 9 novembre 1939, lendemain de l'explosion.

Malgré les projets de coup d'État contre Hitler montés au sein de l'armée, c'est un charpentier, autrefois proche du Parti communiste, qui réalisera en 1939 le seul véritable attentat : Georg Elser, qui sera déporté et exécuté. L'attentat fit huit morts, mais Hitler avait quitté la salle plus tôt que prévu.

### Participation à la Résistance en France
Trois mille Allemands ont participé par anti-nazisme à la Résistance intérieure française, notamment au sein de l'O.S. / Bataillons de la Jeunesse, groupes de jeunes lançant la lutte armée dont fit partie par exemple Carlo Schönhaar, du Comité Allemagne libre pour l’Ouest, de différents maquis, et des FFI.

## Reconnaissance et historiographie

### Mémorial de la résistance allemande contre le nazisme

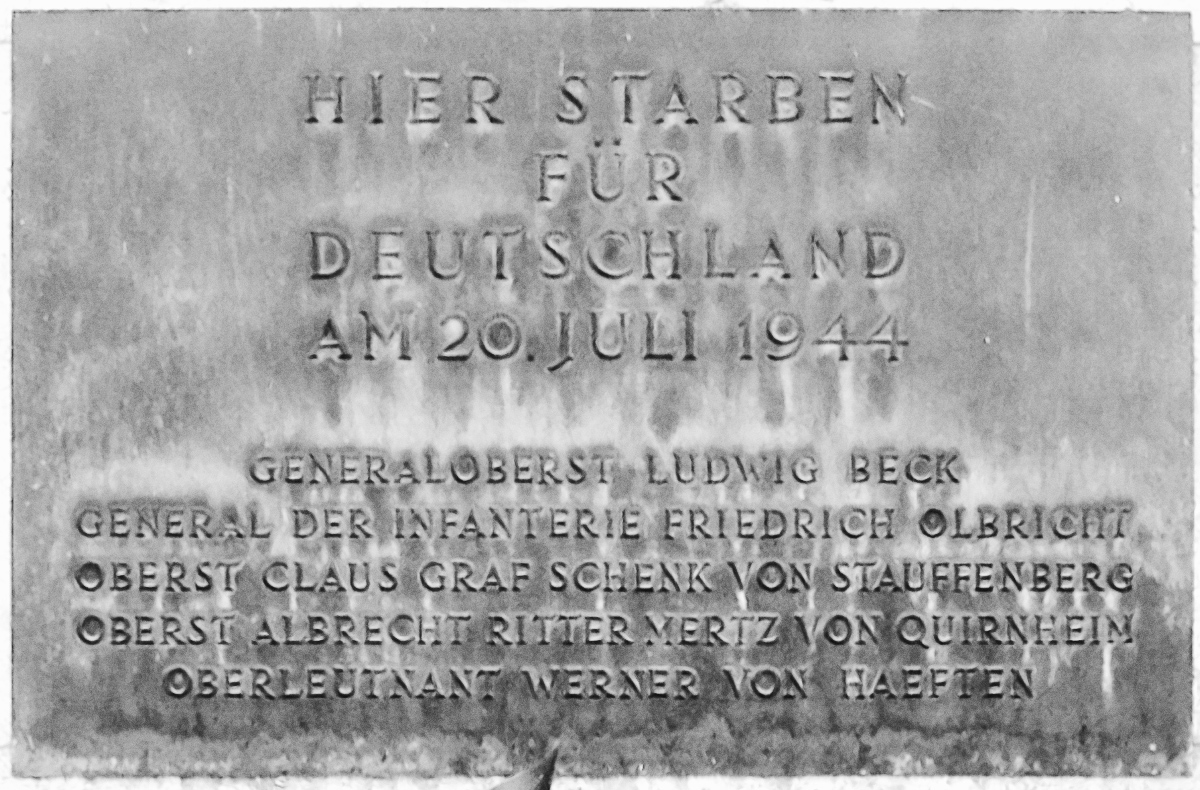
Plaque apposée dans la cour du Bendlerblock en mémoire des morts du complot du 20 juillet 1944 contre Adolf Hitler.

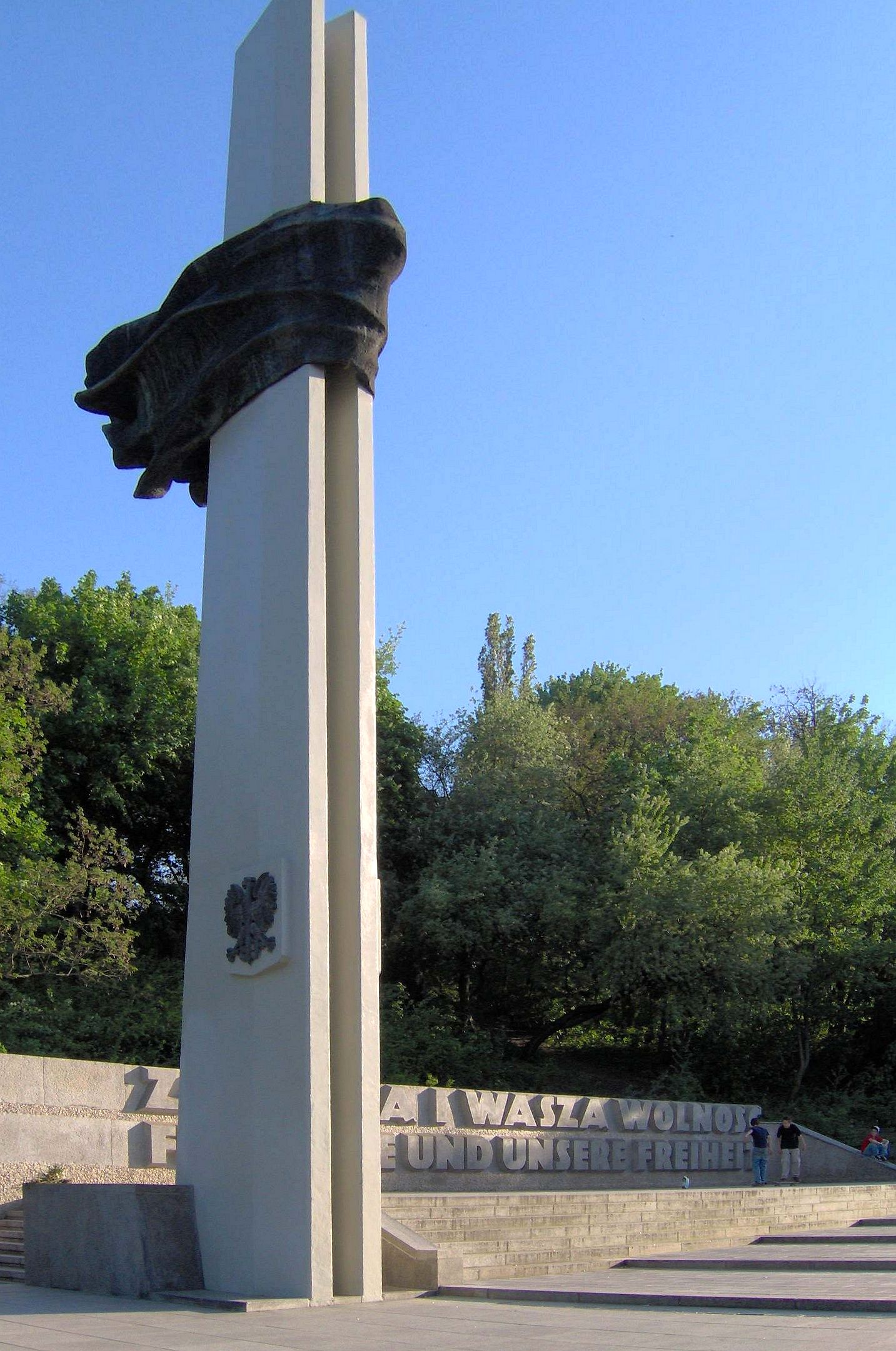
Mémorial en l'honneur des soldats polonais et allemands antifascistes 1939-1945 à Berlin.

Le musée du Mémorial est situé dans le Bendlerblock, un complexe construit entre 1911 et 1914 pour abriter l’État-major de la marine. Après la Première Guerre mondiale, la direction militaire du Reich déménagea dans le bâtiment. Sous le national-socialisme, le Bendlerblock abritait aussi le bureau des affaires étrangères/du renseignement et le commandement suprême de l'armée de terre. Son commandant, le général Friedrich Olbricht, planifia le complot contre Hitler. Après l'échec du complot, le comte Claus Schenk Graf von Stauffenberg, Friedrich Olbricht, Albrecht Ritter Mertz von Quirnheim et Werner von Haeften furent fusillés dans la cour d'honneur actuelle du Bendlerblock.
C'est donc à cet endroit qu'on posa la première pierre d'un mémorial de la résistance allemande, le 20 juillet 1952. Le maire de Berlin, Ernst Reuter, inaugura le musée un an plus tard. Le 20 juillet 1968, un centre mémorial et didactique fut ouvert, présentant une exposition permanente sur la résistance au national-socialisme. Le centre du mémorial est la cour d'honneur dans laquelle furent fusillés les résistants, le 20 juillet 1944.
Le 28 juin 2014, la chancelière allemande Angela Merkel a rendu hommage aux auteurs de l'attentat contre Hitler, qui ont su prendre une « décision conforme à leur conscience », dans « une situation extrêmement difficile », avant d'inaugurer le 1er juillet 2014 une nouvelle exposition permanente du Mémorial de la résistance allemande notamment consacrée à la tentative d'attentat contre Hitler.

### Monuments en France

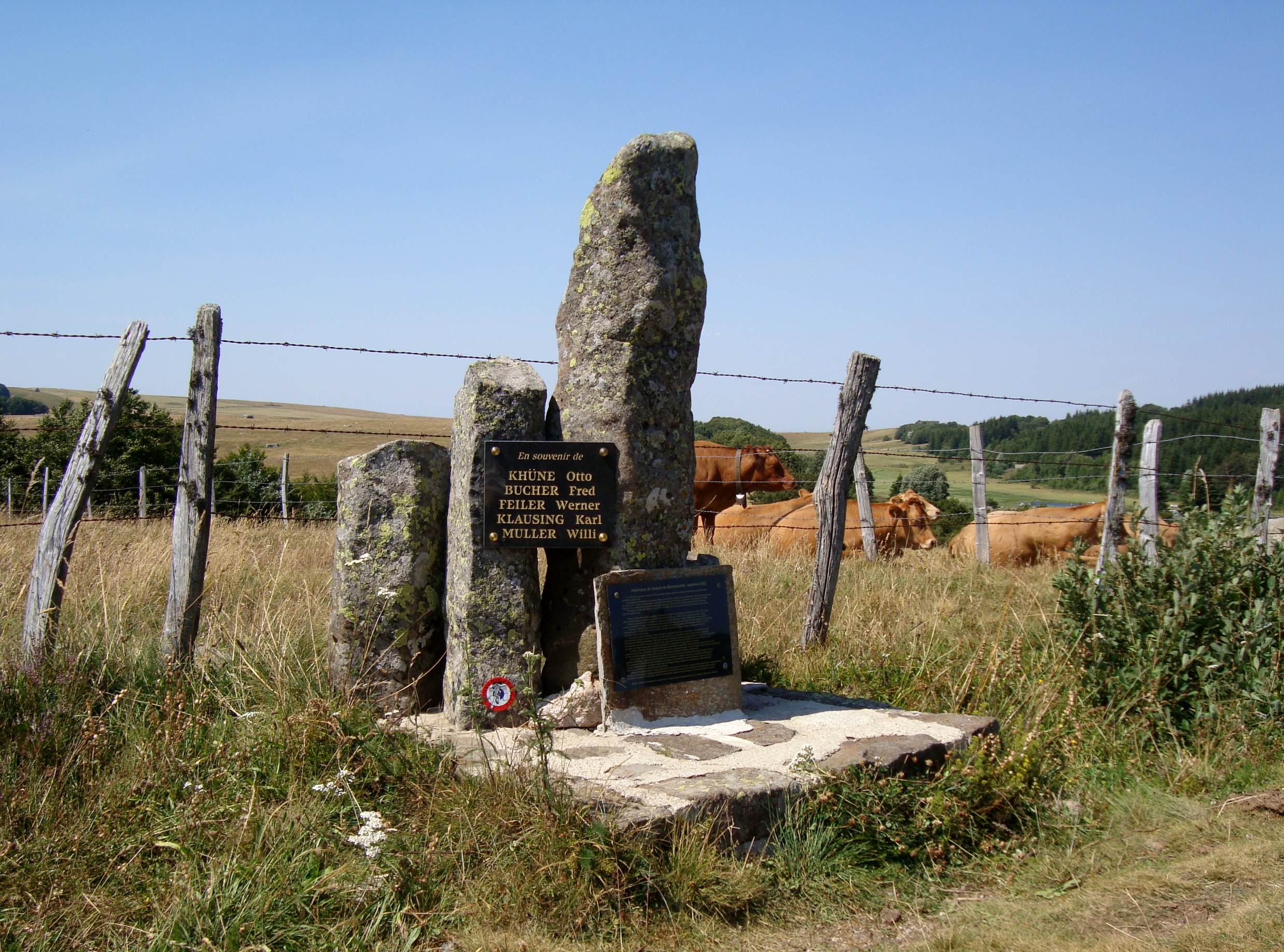
Monument à la mémoire du maquis de Bonnecombe au col de Bonnecombe dans les monts de l'Aubrac en Lozère.

Un monument simple (une pierre plantée) rend hommage aux maquis formés en France par des antifascistes allemands en Haute Lozère et dans les Cévennes (maquis de Bonnecombe et de Marvejols, puis maquis Montaigne), aux côtés de la Résistance française, à partir du printemps 1943.

### Débats historiographiques

#### Efficacité de la Résistance
Les recherches historiques à propos de la Résistance allemande au nazisme ont souvent conduit à de vifs débats sur la nature, la dimension et l’efficacité de cette résistance. En particulier, la question de la définition exacte de ce que contient le mot résistance (Widerstand) Tant en République fédérale d’Allemagne qu’en République démocratique allemande, la mémoire des faits de résistance fut mise au service de la légitimation de chacun des deux États allemands rivaux.

##### République démocratique allemande
En Allemagne de l’est, tout le travail de mémoire était consacré à la célébration sans nuance de l’action du parti communiste d'Allemagne, qui était présenté comme la seule force antinazie en Allemagne. Dans cette vision politisée de l’histoire, seuls les membres du KPD étaient présentés comme des héros de la résistance. La tonalité générale des travaux est-allemands est bien résumée dans l’introduction d’un livre paru en 1974 et intitulé le mouvement de résistance antifasciste allemand, qui disait : « le mouvement de résistance antifasciste allemand, particulièrement le parti communiste allemand (KPD) et ses alliés, personnifiaient la ligne progressiste en Allemagne. La plus importante de ces forces, le parti communiste allemand, conduisit dès le premier jour de la dictature fasciste une lutte organisée et dirigée de manière centralisée contre l'impérialisme. La traduction de la victoire de ces antifascistes résolus est, à la suite de l’écrasement du fascisme par l’Union soviétique et les autres États membres de la coalition contre Hitler et de la défaite de l’impérialisme allemand, est l’existence de la RDA, dans laquelle se trouve concrétisé l’héritage des meilleurs parmi les Allemands qui donnèrent leur vie pour cette lutte antifasciste ».

##### République fédérale d’Allemagne
En Allemagne de l’ouest, les premiers travaux à paraître sur le sujet, par exemple les livres de Hans Rothfels et Gerhard Ritter, avaient pour intention de repousser les accusations de « faute collective » portées contre le peuple allemand en mettant en évidence l’existence d'une « autre Allemagne », et d’empêcher l’émergence d’une autre légende du « coup de poignard dans le dos » en dépeignant cette résistance allemande sous un jour aussi héroïque que possible. Dans le contexte de la Guerre froide, dès la fin des années 1940 et pendant toutes les années 1950, les travaux historiques ouest-allemands sur la résistance allemande ont graduellement exclu le Parti communiste d'Allemagne (KPD) et accordé un rôle mineur au Parti social-démocrate d'Allemagne (SPD). Dans sa biographie de Goerdeler, Ritter établit une distinction entre ceux des Allemands qui travaillaient pour une défaite de l’Allemagne et ceux qui travaillaient à renverser le régime nazi tout en restant loyaux envers l’Allemagne. Donc, pour Ritter, Goerdeler était un patriote tandis que ceux qui étaient impliqués dans l’Orchestre rouge étaient des traîtres qui méritaient le peloton d’exécution. Les historiens ouest-allemands des années 1950 en vinrent à réduire la résistance aux seuls nationaux-conservateurs impliqués dans le complot contre Hitler du 20 juillet 1944. Il se produisit une héroïsation et une sacralisation de la résistance, et ceux qui en étaient furent crédités des plus hauts mobiles éthiques et moraux. Dans les années 1950, la résistance était décrite comme issue des classes moyennes et du christianisme avec une insistance sur l’héroïsme des individus se rebellant seuls contre la tyrannie.
Dans les années 1990, « l'antifascisme d’État » de la RDA laisse place à « l'anticommunisme d’État » de la RFA. Le remaniement du site mémoriel de Buchenwald est immédiatement entrepris après la réunification et les autorités conçoivent un récit à rebours de l'ancien. S'ils ne sont pas totalement exclus, les communistes disparaissent en tant que groupe social, le récit dominant tendant à une personnalisation des acteurs de la résistance. Une exposition intitulée « Les légendes de la RDA » est entièrement consacrée à la dénonciation des « mythes » fondateurs du régime communiste ; on y exhibe notamment les « crimes » attribués à la résistance. Surtout, l'interprétation dominante de l'histoire de la RDA, reposant sur le concept de totalitarisme, induit l'équivalence entre communisme et nazisme.

##### Nouvelle génération d’historiens allemands
À partir des années 1960, une nouvelle génération d’historiens ouest-allemands tels que Hans Mommsen commencèrent à développer une évaluation plus critique de la résistance au sein des élites allemandes, et à critiquer la sacralisation des années 1950. Dans deux articles publiés en 1966, Mommsen démontra que l’idée souvent avancée que les idées qui animaient les instigateurs de l’attentat contre Hitler du 20 juillet 1944 étaient les mêmes que celles qui sous-tendaient la loi fondamentale de 1949 était une idée fausse. Pour Mommsen, les idées des organisateurs du complot provenaient des idées de la droite anti-républicaine de Weimar des années 1920, leur idéal institutionnel n’était pas une démocratie et ils souhaitaient l’émergence d’une « grande Allemagne » qui dominerait une bonne partie de l’Europe centrale. Dans cette évaluation critique, signalons le livre de l’historien allemand Christof Dipper, paru en 1983 et intitulé La Résistance allemande et les Juifs (« Der Deutsche Widerstand und die Juden »), qui affirme que la majorité des nationaux-conservateurs antinazis étaient antisémites. Il écrit que pour la majorité des nationalistes-conservateurs, « la répression antijuive d'avant 1938, mi-bureaucratique, mi-pseudo-légale, était encore considérée comme acceptable ». Tout en notant cependant qu’aucun des conjurés ne soutenait l’holocauste, Dipper observait que les conjurés n’avaient pas particulièrement l’intention de restaurer les droits civils des juifs après la chute de Hitler. En réponse aux accusations de Dipper, l'historien canadien Peter Hoffmann écrivit un essai en 2004, la Résistance allemande et l'Holocauste (« The German Resistance and the Holocaust »). Il y soutenait que la majorité des conjurés du 20 juillet 1944 était surtout motivée par le rejet de l'Holocauste. En particulier, Hoffmann utilisait les exemples de l'indignation de Claus von Stauffenberg devant le massacre des juifs russes en 1942, du conseil donné par Carl Friedrich Goerdeler en 1938–1939 à son contact des services de renseignement britanniques, l’industriel A.P. Young, suggérant que le gouvernement britannique prenne une position dure contre la politique antisémite du gouvernement allemand. L'historien israélien Danny Orbach, dans un livre paru en 2010, prit également la défense des résistants allemands, notant en particulier le fait que Goerdeler était particulièrement favorable au sionisme, l’importance du rejet de l'Holocauste dans la motivation de la résistance nationaliste-conservatrice et les nombreuses tentatives des résistants pour protéger des juifs persécutés. Dans un article récent, Orbach fit également état du fait que les accusations de Dipper étaient basées sur une mauvaise interprétation voire une distorsion des sources primaires, tout particulièrement les mémorandums de Goerdeler sur la question juive.

#### Résistance ou résilience? Le débat autour de l'idée d'une «résistance sans peuple»

##### Reconnaissance de la Résistance au sein des classes populaires
Dans les années 1960 et 1970, les historiens ouest-allemands ont de plus en plus étudié la résistance au sein des classes populaires, remettant en cause l’idée d’une « résistance sans peuple ». Par exemple, pendant les années 1970, les mouvements de résistance populaires en lien avec le SPD et le KPD furent mis en lumière par toute une série d’études locales de qualité variable. Le type d'étude historique qualifié d'« histoire du quotidien » (Alltagsgeschichte) connut une vogue importante au cours des années 1970 et 1980 et permit de documenter la résistance au quotidien en dehors de toute forme d’organisation, citons par exemple le « Bavaria Project » mené par l'Institut d'histoire contemporaine. Le premier directeur du « Bavaria Project », Peter Hüttenberger, définit la Résistance (Widerstand) comme « toute forme de rébellion contre un pouvoir potentiellement totalitaire dans le cadre d’une relation asymétrique au pouvoir ». Selon lui, une relation « symétrique » au pouvoir est caractérisée par une « négociation » plus ou moins équilibrée entre les intérêts divergents des gouvernants et des gouvernés, et une relation asymétrique quand il n’y a aucune négociation et que l’État recherche une domination totale sur les gouvernés. De ce fait, Hüttenberger s’opposait aux positions des Allemands de l’est visant à inclure l’action du KPD pendant la république de Weimar dans le périmètre de la Résistance, au motif que la démocratie est un système de pouvoir « symétrique » et que le simple fait d’être dans l’opposition sous un régime démocratique ne saurait constituer un acte de résistance.

##### Résistance au quotidien
Sur la base de la définition de Hüttenberger, tout acte contraire au projet de domination totale du pouvoir nazi, même minime, constituait une forme de résistance. Ainsi, les six volumes du « Bavaria Project » publiés par le second directeur du projet, Martin Broszat, décrivent des actes tels que le refus du salut hitlérien ou la fréquentation régulière d’une église. Cet accent mis sur les actes au quotidien montrait que ceux qui pratiquaient la résistance au quotidien pouvaient aussi à d’autres moments se conformer aux exigences du pouvoir nazi. Par exemple, les paysans bavarois qui continuaient à avoir recours à des marchands de bétail juifs malgré les efforts du régime nazi pour mettre fin à ces transactions exprimaient souvent par ailleurs leur approbation pour les lois anti-juives. L’équipe de Broszat en vint à définir la « résistance » par ses effets contraires au projet totalitaire du nazisme plutôt que par ses intentions politiques.
- Le concept de résilience (« Resistenz »)

Ayant compris qu’il n’était pas possible de considérer chaque acte minorant l’autorité du pouvoir nazi comme un véritable acte de résistance, Broszat définit le concept controversé de « résilience » (Resistenz), s’appliquant à certaines sections de la société allemande qui furent capables de maintenir l’essentiel de leur système de valeurs sans réellement chercher à remettre en cause le régime nazi. Ce concept fut vivement critiqué. L’un des principaux critiques de Broszat, l’historien suisse Walter Hofer, livra ce commentaire : « Le concept de résilience conduit à niveler par le bas toute la résistance antinazie active au niveau d’actes superficiels plus ou moins aléatoires : le tyrannicide est ramené au niveau de l’abattage illégal du bétail ». Qui plus est, Hofer faisait remarquer que les actes répertoriés par Broszat sous le terme de « résilience » n’eurent guère d’effet sur la capacité du régime nazi à atteindre ses objectifs en Allemagne. Un autre critique de Broszat, l’historien allemand Klaus-Jürgen Müller, soutint que le terme résistance (Widerstand) ne devrait être appliqué qu’à ceux qui avaient la volonté de « défaire le système ». Une évaluation plus positive du concept de résilience vint des historiens Manfred Messerschmidt et Heinz Boberach qui argumentèrent que le terme de résistance (Widerstand) devait être défini du point de vue de l’État nazi et que toute activité contraire aux exigences de l'État nazi, comme écouter du jazz, devrait être considéré comme une forme de résistance. Hans Mommsen écrivit à propos du concept de résilience (Resistenz) :

« Cela soulève, bien entendu, la question de savoir comment distinguer entre la Résistance qui visait à renverser le régime, la « résilience » active (bien que du point de vue des convictions individuelles, cela représente une distinction artificielle). Ceux qui ont risqué leur vie pour cacher des concitoyens juifs et ont acheté des faux papiers pour eux, ceux qui ont tenté d’aider des prisonniers de guerre russes, ceux qui, depuis leurs postes de travail, ont lutté pour les droits des travailleurs en refusant l’endoctrinement du « Front des Travailleurs Allemands », ceux qui ont protesté contre le traitement réservé aux juifs ou ont dénoncé publiquement les programmes d’euthanasie, ceux qui refusaient d’obéir à des ordres criminels, ceux qui, dénués de tout moyen de lutte, ont inscrit des slogans antinazis sur les murs pendant les nuits, ceux qui ont protégé les proscrits et partagés leurs cartes de rationnement avec eux – tous ceux-là ont appartenu à la résistance au sens large »

.

##### Plusieurs «pratiques de résistance»
Mommsen fit valoir un autre point de vue dans ce débat, mettant en garde contre l’utilisation d’une terminologie trop rigide et parlant d’une large palette de « pratiques de résistance », et que la « résistance » devait être vue comme un « processus » au travers duquel des individus furent graduellement amenés à rejeter la totalité du système nazi. Mommsen citait en exemple de ce « processus » le cas de Carl Friedrich Goerdeler, initialement favorable au nazisme, qui se mit à douter de plus en plus des théories économiques nazies pendant sa période de responsable du Commissariat aux prix pendant les années trente, et qui, à la fin de la décennie, était résolu à renverser Hitler. Mommsen considérait la résistance des milieux nationalistes et conservateurs comme « la résistance de serviteurs de l’État », qui, au fil du temps, en vinrent à se détourner graduellement de leur soutien initial au régime, et à accepter progressivement l’idée que la seule manière de changer le cours des choses était de provoquer la chute du régime En référence à la notion de « résistance comme processus », plusieurs historiens ont proposé des typologies. L’Allemand Detlev Peukert a par exemple proposé quatre catégories : la « non-conformité » (la plupart du temps pratiquée en privé et n’impliquant pas un rejet total du nazisme), le « refus de coopération » (Verweigerung), la « protestation », et enfin la « résistance » (caractérisant ceux qui s’engageaient pour renverser le régime). L’Autrichien Gerhard Botz défendit une typologie comprenant le « comportement déviant » (actes non-conformistes mineurs), « la protestation sociale », et la « résistance politique ».

##### Beaucoup de dissidents mais peu de résistants
L’historien britannique Ian Kershaw a soutenu qu’il y a eu deux approches de la résistance, l’une qu’il appelle « fondamentale » (dédiée au renversement du régime nazi) et l’autre « sociétale » (dans le cadre de la dissidence dans la vie quotidienne). Selon lui, le concept de résilience fonctionne bien pour la dissidence de la vie quotidienne, mais moins bien dans le champ de la haute politique, d’autant plus qu’en se concentrant exclusivement sur les effets des actions, ce concept oublie de prendre en compte l’élément essentiel d’intention. Ian Kershaw estime donc que le terme Résistance ne doit être utilisé que pour la première catégorie, tandis que les mots « opposition » ou « dissidence » doivent être utilisés pour caractériser les deux composantes de la deuxième ; il voit par exemple dans les Pirates Edelweiss un groupe qui commence dans la dissidence, puis évolue vers l’opposition avant d’aller vraiment vers la Résistance. De même, l’historienne américaine Claudia Koonz, dans son article de 1992 intitulé « Dilemmes éthiques et eugénisme nazi » (« Ethical Dilemmas and Nazi Eugenics »), soutient que ceux qui ont protesté contre le programme dit « Aktion T4 », le plus souvent en raison de leurs convictions religieuses, tout en gardant le silence à propos de l’Holocauste ne peuvent pas être considérés comme des résistants, mais seulement comme des dissidents. Selon Kershaw, il y eut donc certes beaucoup de « dissidence » ou d’« opposition » au sein de la société allemande, mais finalement assez peu de résistance proprement dite en dehors des classes populaires. Bien qu’il reconnaisse beaucoup de mérite au concept de résilience (Resistenz), il conclut que le régime nazi avait somme toute un très large soutien dans la population et qu’il est donc correct de parler d’une « résistance sans peuple ».